# Ptilinopus rarotongensis
Ptilinopus rarotongensis là một loài chim trong họ Columbidae.